# Curse of the Red River
Curse of the Red River — дебютный полноформатный студийный альбом Barren Earth, изданный в марте 2010 года.

## Об альбоме
Curse of the Red River записан в июле-августе 2009 года в студиях Seawolf Studios и Jive Studios, которые располагаются в Хельсинки. Микширование и мастеринг провёл Дан Сванё в студии Unisound Studio, располагающейся в Эребру, Швеция. В записи альбома принял участие приглашенный музыкант Эрно Хауккала, сыгравший на флейте.

## Список композиций
| №  | Название                     | Длительность |
| -- | ---------------------------- | ------------ |
| 1. | «The Curse Of The Red River» | 7:52         |
| 2. | «Our Twilight»               | 5:27         |
| 3. | «Forlorn Waves»              | 4:39         |
| 4. | «Flicker»                    | 6:42         |
| 5. | «The Leer»                   | 4:56         |
| 6. | «The Ritual Of Dawn»         | 6:34         |
| 7. | «Ere All Perish»             | 5:54         |
| 8. | «Cold Earth Chamber»         | 5:34         |
| 9. | «Deserted Morrows»           | 6:50         |

## Участники записи
- Микко Котамяки — вокал
- Янне Пертилля — гитара
- Сами Или-Сирнио — гитара
- Каспер Мортенсон — клавиши
- Олли-Пекка Лайне — бас-гитара
- Марко Тарвонен — ударные